# Pier Giorgio Perotto
Pier Giorgio Perotto (Turim, 24 de dezembro de 1930 – Gênova, 23 de janeiro de 2002) foi um engenheiro eletricista italiano, criador do Programma 101, o primeiro computador pessoal, enquanto trabalhava para a Olivetti.